# Annessi ICAO
Gli Allegati Tecnici alla Convenzione di Chicago, meglio conosciuti come Annessi ICAO, sono i documenti più importanti attraverso cui l'ICAO pubblica la propria attività normativa.
Alcuni annessi sono stati prodotti alla nascita stessa dell'organizzazione, mentre altri sono stati pubblicati successivamente, quando ritenuto necessario.
Gli annessi sono, ad oggi, 19:
- Annesso 1: Licenze del personale
- Annesso 2: Regole dell'aria
- Annesso 3: Meteorologia
- Annesso 4: Carte di navigazione
- Annesso 5: Unità di misura da usarsi nelle comunicazioni terra/bordo/terra
- Annesso 6: Operazioni degli aeromobili
- Annesso 7: Marche di nazionalità e di immatricolazione degli aeromobili
- Annesso 8: Aeronavigabilità degli aeromobili
- Annesso 9: Facilitazioni
- Annesso 10: Telecomunicazioni aeronautiche
- Annesso 11: Servizi del traffico aereo
- Annesso 12: Ricerca e soccorso
- Annesso 13: Inchieste sugli incidenti aeronautici
- Annesso 14: Aerodromi
- Annesso 15: Servizio di informazioni aeronautiche
- Annesso 16: Protezione ambientale
- Annesso 17: Misure di sicurezza contro gli atti di interferenza illecita
- Annesso 18: Misure di sicurezza per il trasporto aereo di merci pericolose
- Annesso 19: Gestione della sicurezza (Safety Management).

Gli annessi contengono sia regole la cui adempienza è obbligatoria per gli Stati aderenti (Standard Practices), sia raccomandazioni (Recommended Practices) la cui applicazione è auspicata ai fini della standardizzazione mondiale.
Spesso le Recommended, con il passare del tempo, vengono elevate a Standards.
Oltre agli annessi, l'ICAO produce i cosiddetti Docs, che rappresentano i decreti attuativi degli annessi, i cui contenuti sono volontariamente generici e ampi.
I docs più importanti per piloti e controllori del traffico aereo sono:
- Doc 7910: Indicatori di località
- Doc 9432: Fraseologia
- Doc 8585: Designatori compagnie aeree
- Doc 4444: Gestione del traffico aereo
- Doc 8168: Operazioni degli aeromobili. Contiene tutte le informazioni riguardanti le procedure che i piloti devono seguire in volo
- Doc 8643: Designatori tipi di aeromobili
- Doc 8973: Contiene procedure dettagliate e linee guida che si pongono come punto di riferimento, non mandatario, per gli Stati membri nell'azione di adozione e aggiornamento dei rispettivi programmi nazionali di sicurezza. Un esempio potrebbe essere la gestione di un ordigno a bordo. È un documento strettamente riservato.
- Riassunto Doc 8973: Procedure e linee guida per l'adozione e l'aggiornamento dei programmi nazionali di sicurezza.

Allo stesso modo ad esempio l'Annesso 11 stabilisce che le separazioni tra aeromobili sono ottenute verticalmente e orizzontalmente, mentre il Doc 4444 spiega che la minima separazione verticale tra aeromobili è di 1000 piedi, includendo le eccezioni a tale regola.
Tutti i documenti prodotti dall'ICAO vengono pubblicati in Inglese, Francese, Spagnolo, Russo, Cinese e Arabo.